# 1968 na política

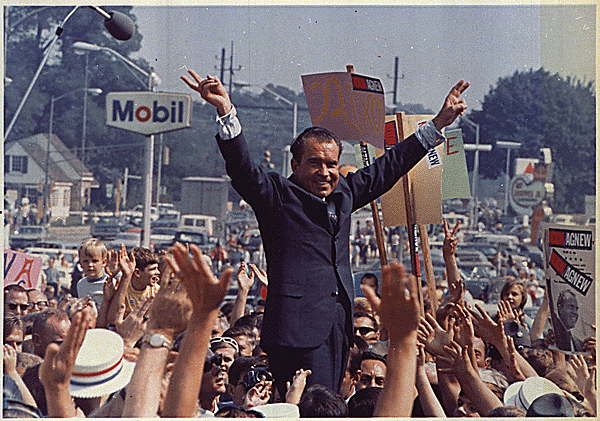
Richard Nixon em sua campanha em 1968

O ano de 1968 é conhecido como "O ano que não terminou", e entrou para a história como um ano extremamente movimentado e cheio de acontecimentos importantes, como o assassinato de Martin Luther King e de Robert Kennedy, a Guerra do Vietnã, além de inúmeras manifestações, sobretudo estudantis, contra a Guerra do Vietnã, contra a Guerra Fria e contra os regimes autoritários vigentes em diversos países do mundo, sobretudo na América Latina e no Leste Europeu. No Brasil, o ano foi marcado pela instituição do AI-5 pelo então Presidente Costa e Silva.

## Eventos

### Janeiro
- 5 de Janeiro - Na Tchecoslováquia, acontece o início da Primavera de Praga, marcada pela vitória nas eleições do ministro Alexander Dubček, que questiona a Cortina de Ferro.
- 30 de janeiro - Vietcongues lançam a "Ofensiva Tet" contra os americanos durante o ano-novo vietnamita (o ano lunar chinês).
- 31 de Janeiro -
  - Vietcongues atacam a embaixada americana em Saigon.
  - Independência de Nauru.

### Fevereiro
- 5 de fevereiro - Universidades são ocupadas por estudantes na Espanha e na Itália, e na Alemanha, um consulado americano.
- 18 de fevereiro - Em Berlim, grande manifestação estudantil contra a guerra do Vietnã, liderada por Rudi Dutschke.

### Março
- 7 de Março - Guerra do Vietnã: Primeira batalha em Saigon começa.
- 12 de Março - Declarada a independência das Ilhas Maurício.
- 16 de Março
  - Robert F. Kennedy entra na disputa da presidência dos Estados Unidos pelo Partido Democrata.
  - Guerra do Vietnã: Tropas americanas matam vários civis (Massacre de My Lai).
- 17 de março - Estudantes atacam a embaixada americana em Londres.
- 28 de Março- morre  no Rio de Janeiro o estudante Edson Luís durante o choque da Policia Militar e estudantes do Restaurante Calabouço.

### Abril
- 5 de abril - O secretário-geral do partido comunista tcheco anuncia seu programa de reformas democráticas: "socialismo de rosto humano".
- 20 de Abril - Pierre Elliott Trudeau torna-se primeiro-ministro do Canadá.
- 23 a 30 de Abril - Guerra do Vietnã: Estudantes americanos fazem protestos contra a guerra, na Universidade de Columbia, em Nova York.

### Maio
- 2 de Maio - Inicio do "Maio de 1968". Estudantes se manifestam contra o "status quo". Barricadas são levantadas nas ruas e ocorrem confrontos com a polícia.
- 3 de Maio A Universidade de Paris (Sorbonne) é fechada pelas autoridades. A UNEF (Union nationale des étudiants de France) organiza passeatas que são dissolvidas com violência cada vez maior pela polícia.
- 5 de Maio - Estudantes enfrentam a polícia em uma tentativa de ocupar a Sorbonne. 487 feridos no conflito.
- 10 de Maio A "noite das barricadas". Os estudantes ganham a simpatia de bancários, comerciantes, funcionários públicos, jornaleiros, professores e sindicalistas que aderem à causa estudantil. O protesto estudantil contra o autoritarismo e anacronismo das academias, com a adesão dos operários, transforma-se numa contestação política ao regime de Charles de Gaulle, então presidente francês.
- 30 de Maio
  - De Gaulle recusa-se a renunciar e lança sua contra-ofensiva, dissolvendo a Assembléia Nacional e convocando eleições para o mês de junho.
  - O partido comunista retira o apoio às manifestações. Os sindicatos passam a negociar o fim de suas greves.

### junho
- 17 de Junho- A noite que o CCC (Comando de Caça aos Comunistas) invadiu o Teatro Galpão, em São Paulo, e esperou o público se retirar para destruir os cenários e espancar os atores nos camarins
- 21 de Junho- Acontece episódio conhecido como "Sexta Feira Sangrenta"  movimento estudantil junto com  populares enfrentam a policia militar nas ruas do Rio de Janeiro . Número de mortos e feridos desconhecido.
- 26 de Junho - É realizada, na Av. Rio Branco, centro do Rio de Janeiro, Brasil, a Passeata dos Cem Mil.

### Julho
- 1 de Julho - 137 países assinam acordo de não proliferação nuclear.

### Agosto
- 5 a 8 de Agosto - Convenção Republicana elege Richard Nixon como candidato a presidência dos Estados Unidos.
- 20 e 21 de Agosto - Fim da Primavera de Praga: Tropas soviéticas e outros países do Pacto de Varsóvia (excepto a Romênia) invadem a cidade de Praga, na Tchecoslováquia, reprimindo a população local que apoiava as reformas levadas a cabo pelo governo local.
- 24 de Agosto - Grécia torna-se no primeiro Estado Associado da CEE.

### Setembro
- 3 de Setembro - O jornalista e deputado federal Márcio Moreira Alves, do MDB carioca, faz discurso no congresso criticando a ditadura militar. Em dado momento, Márcio ironiza os militares, pedindo para as jovens moças evitarem dançar com cadetes. O discurso irrita os generais e Márcio é processado.
- 6 de Setembro - Suazilândia torna-se um país independente.
- 27 de Setembro - Marcello Caetano torna-se primeiro-ministro de Portugal.

### Outubro
- 2 de Outubro - Massacre de Tlatelolco: massacre de estudantes na praça das Três Culturas: o exército mata 48 pessoas durante manifestação estudantil no México.
- 2 e 3 de Outubro - O general peruano Juan Velasco Alvarado dirige um golpe de estado, iniciando o regime militar que durou até 1980 no Peru.
- 3 de Outubro- Confronto  ideológico conhecido como "Batalha da Maria Antônia" ocorre entre estudantes Universitários da USP e Mackenzie na Rua Maria Antônia em São Paulo . Causando um morto e dezenas de feridos.
- 12 de Outubro - Declarada a independência da Guiné Equatorial.
- 14 de Outubro - O Departamento de Defesa dos Estados Unidos anuncia que enviará 24.000 soldados para a Guerra do Vietnã.
- 15 de outubro- Prisão de líderes estudantis no 30º Congresso da UNE, realizado em Ibiúna (São Paulo - Brasil): mais de 700 delegados eleitos nas universidades foram presos pelas forças policiais.

### Novembro
- 5 de Novembro - Richard Nixon torna-se presidente dos Estados Unidos ao vencer as eleições.
- 26 de Novembro - Intervindo pela primeira vez na Assembléia Nacional, Marcello Caetano pronuncia-se a favor da manutenção da presença portuguesa em África.

### Dezembro
- 13 de Dezembro - O Presidente Costa e Silva decreta o AI-5 - Ato Institucional número 5, dando início ao período mais fechado e violento da ditadura militar no Brasil iniciada em 31 de Março de 1964. O ato, que durou dez anos, foi motivado pela recusa do Congresso Nacional em condenar o deputado Márcio Moreira Alves pelo discurso de setembro, que afrontou a ditadura.

## Nascimentos
| Data           | Nome               | Profissão                     | Nacionalidade                           | Observações | Ref |
| -------------- | ------------------ | ----------------------------- | --------------------------------------- | ----------- | --- |
| 30 de janeiro  | Filipe VI          | Rei da Espanha                | Espanha                                 |             |     |
| 16 de abril    | Clare Daly         | eurodeputada pela Irlanda     | Irlanda                                 |             |     |
| 19 de abril    | Mswati III         | Rei da Suazilândia            | Essuatíni                               |             |     |
| 23 de abril    | Timothy McVeigh    | terrorista                    | Estados Unidos                          | m. 2001     |     |
| 24 de abril    | Hashim Thaçi       | primeiro-ministro do Kosovo   | República Socialista da Sérvia (Kosovo) |             |     |
| 26 de maio     | Príncipe Frederico | herdeiro do trono dinamarquês | Dinamarca                               |             |     |
| 5 de agosto    | Marine Le Pen      | advogada e política           | França                                  |             |     |
| 1 de setembro  | Mohamed Atta       | terrorista                    | Egito                                   |             |     |
| 18 de novembro | Luizianne Lins     | prefeita de Fortaleza         | Brasil                                  |             |     |

## Mortes
| Data           | Nome                             | Profissão                                     | Nacionalidade  | Observações | Ref |
| -------------- | -------------------------------- | --------------------------------------------- | -------------- | ----------- | --- |
| 12 de abril    | Afonso Pena Júnior               | advogado, professor, político e ensaísta      | Brasil         | n. 1879     |     |
| 6 de Junho     | Robert F. Kennedy                | Senador                                       | Estados Unidos | n. 1925     |     |
| 27 de agosto   | Princesa Marina, Duquesa de Kent | membro da família real britânica              | Grécia         | n. 1906     |     |
| 1 de novembro  | Francisco Campos                 | jurista e político                            | Brasil         | n. 1891     |     |
| 30 de dezembro | Trygve Lie                       | político e secretário-geral das Nações Unidas | Noruega        | n. 1896     |     |